# Kadri Lehtla
Kadri Lehtla (* 3. Mai 1985 in Tallinn) ist eine ehemalige estnische Biathletin und Skilangläuferin. Sie nahm zweimal (2010 und 2014) an Olympischen Winterspielen teil.

## Leben und Karriere

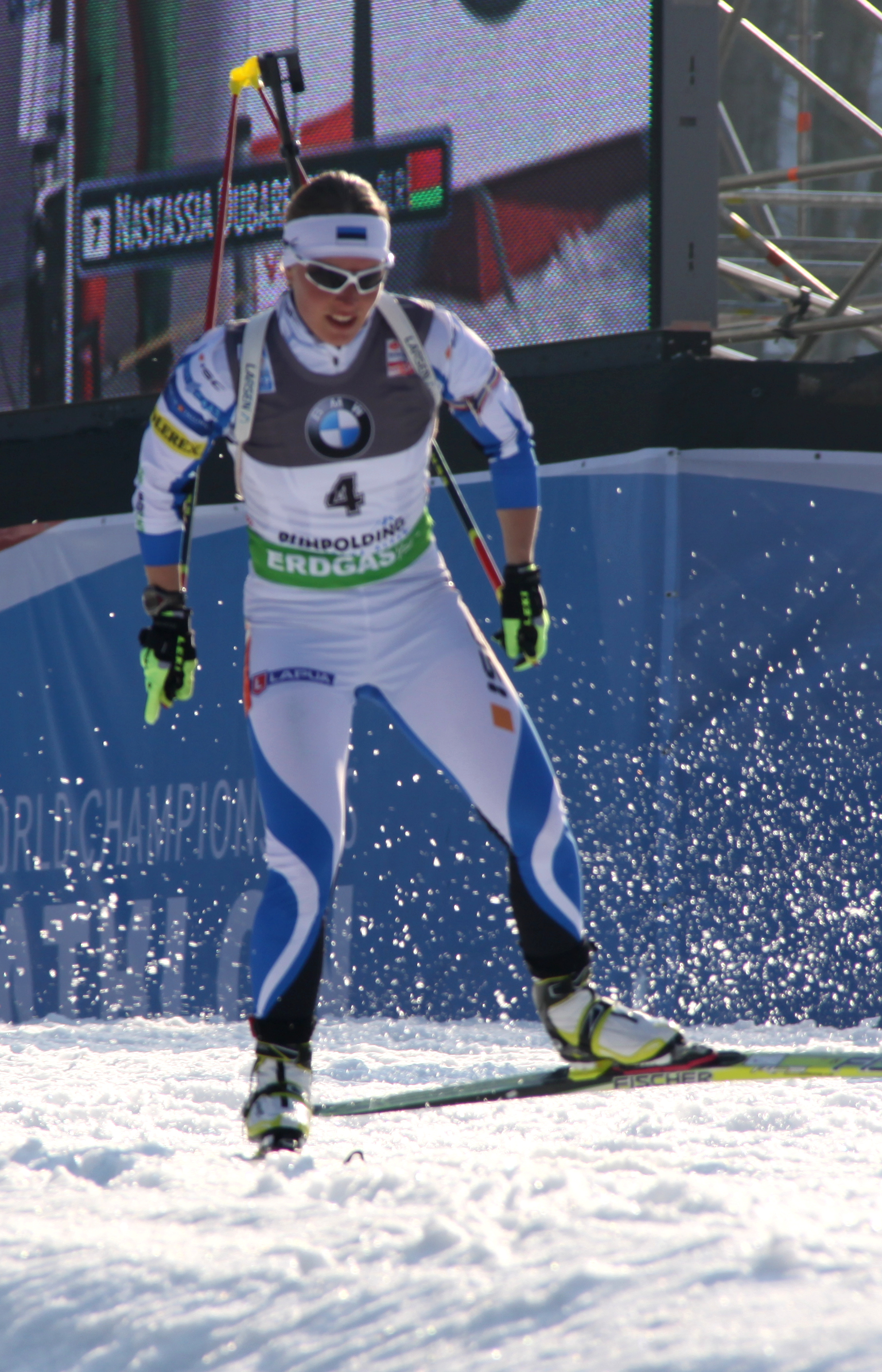
Kadri Lehtla bei den Weltmeisterschaften in Ruhpolding 2012

Kadri Lehtla begann wie viele estnische Kinder früh mit dem Langlauf und gehörte unter anderem auch dem „Merko Team“ an, dem Nachwuchsteam des estnischen Skiverbandes. 2002 nahm sie an den Skilanglauf-Continental-Cup-Wettbewerben in Otepää teil, wo sie sich jedoch nur im hinteren Feld platzieren konnte. Vier Jahre später hatte sie in Haanja ihren zweiten Einsatz im Skilanglauf-Continental-Cup, wo sie erneut nicht überzeugen konnte. So wechselte sie im Frühjahr 2006 zum Biathlon und startete seit Beginn 2007 zunächst im Biathlon-Europacup. Ihre ersten Rennen bestritt sie in Forni Avoltri und wurde dort 36. im Sprint und 29. in der Verfolgung. Bestes Ergebnis wurde Platz 16 im Sprint von Nové Město na Moravě. Damit belegte sie in der Gesamtwertung des Europacups den 99. Platz. Im Sommer startete sie in Otepää bei den Weltmeisterschaften im Sommerbiathlon. Auf Skirollern belegte sie im Sprint und in der Verfolgung den 14. Rang. In den Crosslauf-Wettbewerben wurde sie 15. im 3-Kilometer-Sprint, 17. im Massenstart und Achte mit der Staffel. Seit Beginn der Saison 2007/08 tritt die Estin im Biathlon-Weltcup an. In ihrem ersten Rennen, einem Einzel in Kontiolahti, belegte sie Platz 97. In der Folgezeit konnte sie ihre Leistungen jedoch stetig verbessern. In Antholz verpasste Lehtla im Januar 2008 als 37. im Sprint und als 32. in der Verfolgung den Gewinn erster Weltcuppunkte. Bei den Biathlon-Weltmeisterschaften 2008 in Östersund erreichte sie Platz 20 und gewann damit neben der guten WM-Platzierung auch erste Weltcuppunkte. Im Verfolgungswettbewerb wurde sie 39. und im Einzelwettbewerb 65. Beim Weltcupfinale in Oslo schoss sie im Sprintwettbewerb im stehenden Anschlag auf Scheiben der Nachbarbahn, woraufhin sie nachträglich mit einer Strafe von 2 Minuten belegt wurde und vom 34. auf den 73. Am Ende der Saison belegte sie den 69. Platz in der Weltcupwertung. In der Sprintwertung belegte sie den 54. Platz.
Auch 2009 qualifizierte sie sich für die Biathlon-Weltmeisterschaften im südkoreanischen Pyeongchang. Wie schon im Vorjahr überzeugte sie dort im Sprintwettbewerb, wo sie mit null Fehlschüssen den 28. Platz belegte. Im Verfolgungswettbewerb fiel sie mit sechs Fehlschüssen auf den 42. Platz zurück. Im Einzelwettbewerb wurde sie 66. Nach den Weltmeisterschaften startete sie im Europacup in Ridnaun, wo sie mit dem siebenten Platz im Einzelwettbewerb ihre erste Top-Ten-Platzierung feiern konnte. Im Verfolgungswettbewerb konnte sie sich noch von Platz 20 auf den zehnten Platz vorarbeiten. Zum Ende der Saison 2008/09 gelangen Lehtla in Trondheim mit Platz 27 im Sprint und Platz 25 in der Verfolgung ihre besten Saisonplatzierungen im Weltcup. Sie beendete die Saison mit Platz 66 im Gesamtweltcup. In der Gesamtwertung des Europacups wurde sie 32. Kadri Lehtla nahm an den Olympischen Winterspielen 2010 teil und belegte mit der Staffel Platz 18. Im Einzelrennen kam sie auf Platz 45, im Sprint Platz 64. Ihre beste Platzierung in der Saison 2009/10 erreichte sie mit Platz 23 im Sprintwettbewerb in Oslo. In der Weltcupgesamtwertung wurde sie erneut 66. Nach den olympischen Wettbewerben in Vancouver startete Lehtla bei den Biathlon-Europameisterschaften 2010 im heimischen Otepää. Im Einzelwettbewerb belegte sie den 34. Platz. Nach einem 32. Platz im Sprintwettbewerb, verbesserte sie sich in der Verfolgung auf den 17. Platz. Mit der estnischen Staffel wurde sie Fünfte.
Die Saison 2010/11 begann für Lehtla mit guten Resultaten in den Punkterängen. In der zweiten Saisonhälfte hatte sie jedoch mit großen Problemen am Schießstand zu kämpfen und legte daraufhin eine Pause im Weltcup ein. Während ihre Konkurrentinnen in Amerika um Weltcuppunkte kämpften, gewann sie zum dritten Mal in Folge den Viru Skimarathon startete beim IBU-Cup in Osrblie. Ende Februar nahm sie an den Biathlon-Europameisterschaften 2011 in Ridnaun teil. Im Einzelwettbewerb belegte sie mit fünf Fehlschüssen den zwölften Platz. Im Sprintwettbewerb steigerte sie ihre Leistung nach intensivem Training dem finnischen Schießtrainer Asko Nuutinen, der unter anderem auch Kaisa Mäkäräinen trainiert und einen Teil der estnischen Biathlonmannschaft unterstützt, und wurde mit einem Fehlschuss Sechste. Dies ist ihr bisher bestes Karriereresultat bei Europameisterschaften. Im Verfolgungswettbewerb wurde sie erneut Zwölfte. Bei den Biathlon-Weltmeisterschaften 2011 im russischen Chanty-Mansijsk belegte Lehtla im Sprint den 66. Platz. Im Einzelwettbewerb wurde sie 57. Zum Abschluss der Weltcupsaison gewann sie in Oslo als 30. im Sprint und 35. in der Verfolgung nochmals Weltcuppunkte. In der Weltcupgesamtwertung belegte sie in dieser Saison den 67. Platz. Nach der Weltcupsaison ging Lehtla bei estnischen Meisterschaften im Skilanglauf über 30 Kilometer Freistil an den Start. Zusammen mit ihrer Mannschaftskollegin Eveli Saue konnte sie sich kurz vor dem Ziel von den Spezialisten absetzen. Im Zielsprint setzte sich Saue jedoch knapp gegen Lehtla durch.
Nachdem die beste estnische Biathletin Eveli Saue nach der Saison 2010/11 bekannt gab, aufgrund stagnierender Leistungen und fehlender Unterstützung durch den estnischen Verband eine Wettkampfpause einzulegen, überlegte auch Lehtla wegen interner Probleme mit dem Verband und dem Trainerstab, ihre Karriere zu beenden. Ein nicht unerheblicher Grund war dafür die Vertragsverlängerung des estnischen Biathlonverbandes mit dem lettischen Trainer Māris Čakars, der seit Mai 2010 die estnische Biathlonnationalmannschaft betreut. Schon im Laufe seines ersten Amtsjahres kam es zu Unstimmigkeiten zwischen Čakars und der Trainingsgruppe um Eveli Saue, Priit Viks und Kadri Lehtla, die auch unter Čakars ihre Zusammenarbeit mit dem finnischen Schießtrainer Asko Nuutinen fortführten. Lehtla entschied sich zwar ihre Karriere fortzusetzen, beschloss aber nicht an den ersten Weltcup-Wettkämpfen teilzunehmen und sich stattdessen mit guten und beständigen Resultaten unter den Top Ten im IBU-Cup neu zu motivieren. Dies wurde im estnischen Skiverband mit Unmut aufgenommen. Mit einem vierten Platz beim Auftakt des IBU-Cups 2011/12 in Östersund bewies Lehtla jedoch, dass ihre Entscheidung richtig war und ihr Ziel einer Podiumsplatzierung im IBU erreichbar sei. Bei ihrem bisher besten Karriereresultat setzte sie sich bei einem Starterfeld von über 100 Athletinnen unter anderem gegen namhafte Konkurrentinnen wie Andrea Henkel und Wita Semerenko durch. Lehtla, die von ihrem Lebensgefährten, dem ehemaligen estnischen Skilangläufer Meelis Aasmäe trainiert wird, kehrte im Januar 2012 als Führende des IBU-Cups in den Weltcup zurück. Bei ihrem ersten Einsatz in Nové Město gelang ihr mit dem 24. Platz ihr bisher bestes Karriereresultat in einem Einzelwettbewerb im Rahmen des Biathlon-Weltcups. Ende Januar gewann sie erstmals den estnischen Meistertitel im Skilanglauf. Über 10 Kilometer Freistil siegte sie deutlich vor den beiden Skilanglauf-Weltcup-Teilnehmerinnen Laura Rohtla und Piret Pormeister. Einen Tag später siegte sie zum vierten Mal in Folge beim Viru Skimarathon über die Distanz von 42 Kilometer. Nach den Plätzen 29 und 20 im Sprint- und Verfolgungswettbewerb in Oslo, nutzte Lehtla ihre mit Platz 21 gute Ausgangsposition beim Verfolgungswettbewerb in Kontiolahti, wo sie trotz anhaltender Rückenbeschwerden mit Platz 18 ihr bisher bestes Karriereresultat in einem Weltcupwettbewerb erreichte. Die Biathlon-Weltmeisterschaften 2012 im bayrischen Ruhpolding begannen für Lehtla bei schwierigen warmen Wetterverhältnissen mit einem 43. Platz im Sprintwettbewerb. Im Verfolgungswettbewerb wurde sie von Swetlana Slepzowa, die in einer Kurve das Gleichgewicht verlor, zu Fall gebracht und belegte mit 7 Schießfehlern einen für sie enttäuschenden 53. und damit letzten Platz im Starterfeld. Im Einzelwettbewerb konnte sie jedoch mit einem 22. Platz an die guten Platzierungen der letzten Wochen anknüpfen. Mit ihrem bis dato besten Karriereresultat in einem Einzelwettbewerb platzierte sie sich unter anderem vor den Weltmeisterinnen der vorangegangenen beiden Wettbewerbe Magdalena Neuner und Darja Domratschawa und sicherte sich damit den 26. Platz in der Weltcupgesamtwertung der Einzelwettbewerbe. Die Freude über dieses Resultat währte jedoch nur kurz, da ihr kurz nach dem Wettkampf mitgeteilt wurde, dass sie am Weltcupfinale in Chanty-Mansijsk teilnehmen kann. Der estnische Cheftrainer Čakars erklärte, dass er vom Wunsch Lehtlas, beim Weltcup-Finale starten zu wollen, nicht wusste, obwohl dies nach Aussage von Kadri Lehtla bei einem gemeinsamen Treffen – bei dem auch der estnische Verbandspräsident Aivar Nigol und ein Dolmetscher anwesend waren – im Dezember zugesichert wurde. Čakars gab an, aufgrund der finanziellen Situation nur drei Athleten nach Chanty-Mansijsk schicken zu können. Die beste estnische Biathletin der Saison hätte 400 € mit Hilfe privater Sponsoren aufbringen müssen, um an den Wettkämpfen in Sibirien teilnehmen zu können. Čakars erklärte des Weiteren, dass er Lehtla zu Beginn der Saison mehrfach gebeten hatte, nicht im IBU-Cup, sondern im Weltcup zu starten und dass es jetzt nicht erfolgversprechend sei, im letzten Weltcup-Wettbewerb einen Platzierung unter den Top 30 anzustreben. Für die Männer wäre es jedoch möglich, einen vierten Startplatz für die kommende Saison zu sichern. Einige Tage später gab der Präsident des estnischen Biathlonverbands Aivar Nigol zu, einen Fehler begangen und Lehtla noch bei der Abreise nach Ruhpolding im Glauben gelassen zu haben, in Chanty-Mansijsk starten zu können. Über die letztendliche Mannschaftsaufstellung entscheide aber immer noch der Trainer. Bei ihrem letzten Einsatz in der Saison 2011/12, dem Staffelwettbewerb der Weltmeisterschaften, konnte Lehtla trotz des öffentlich ausgetragenen Streits mit der Verbandsführung erneut überzeugen. Mit einer guten Lauf- und Schießleistung führte sie die estnische Staffel auf einen zwischenzeitlich achten Platz. Am Ende belegte die Staffel den 14. Platz. Obwohl Lehtla nur an zehn Weltcupwettbewerben teilnahm, beendete sie die Saison mit dem 48. Platz in der Weltcupgesamtwertung und somit ihrem bisher besten Resultat, wobei sie im Vergleich zum Vorjahr ihre gewonnenen Punkte verdreifachen konnte. In der Gesamtwertung des IBU-Cups wurde sie 16, was ebenfalls ihre bisher beste Platzierung darstellt. Nach Ablauf der Weltcup-Saison startete Lehtla bei den estnischen Meisterschaften im Skilanglauf. Im Teamsprint gewann sie zusammen mit Liis Kalda die Bronzemedaille. Dabei lief sie die schnellste letzte Rund und konnte den Abstand zu den Zweitplatzierten von 6 Sekunden auf 6 Zehntelsekunden reduzieren und verpasste so nur knapp die Silbermedaille für ihr Team. Mit der 3 × 5-km-Staffel ihres Skilanglauf Sportclubs Sparta gewann sie zusammen mit den Teamsprintsiegerinnen des Vortags Piret Pormeister und Heidi Raju souverän die Goldmedaille.
Nachdem sie sich im Sommer 2012 erneut abseits des estnischen Teams auf die neue Saison vorbereitet hatte, startete Lehtla mit einem guten 22. Platz im 15-Kilometer-Einzelwettbewerb in die Saison 2012/13. Dabei vergab sie erst mit einem Fehlschuss beim vierten und letzten Schießen eine Top-Ten-Platzierung. Anschließend folgten jedoch schlechte Platzierungen weit außerhalb der Weltcuppunkte. Nach überstandener Erkältung startete Lehtla Anfang Januar in Otepää, wo erstmals IBU-Cup Wettbewerbe ausgetragen wurden. Beim Sieg von Jekaterina Jurjewa im Einzelwettbewerb über 15 Kilometer belegte sie bei schwierigen Windbedingungen vor heimischen Publikum den vierten Platz. Damit stellte sie ihre bisher beste Platzierung in einem IBU-Cup Wettbewerb aus dem Vorjahr ein.
Beim Weltcup in Oslo 2015 konnte Lehtla als Startläuferin der estnischen Staffel die Grundlage für den 12. Platz erringen. Die Mannschaft wurde damit erstmals seit drei Jahren nicht überrundet.
Nachdem sie in den Jahren zuvor häufig im IBU-Cup lief und die Qualifikation für die Olympischen Winterspiele 2022 verpasst hatte, beendete Kadri Lehtla im März 2022 ihre Karriere.

## Bilanz im Weltcup und bei Titelkämpfen

### Biathlon-Weltcup-Platzierungen
Die Tabelle zeigt alle Platzierungen (je nach Austragungsjahr einschließlich Olympische Spiele und Weltmeisterschaften).
- 1.–3. Platz: Anzahl der Podiumsplatzierungen
- Top 10: Anzahl der Platzierungen unter den ersten zehn (einschließlich Podium)
- Punkteränge: Anzahl der Platzierungen innerhalb der Punkteränge (einschließlich Podium und Top 10)
- Starts: Anzahl gelaufener Rennen in der jeweiligen Disziplin
- Staffel: inklusive Mixed- und Single-Mixed-Staffeln

| Platzierung         | Einzel | Sprint | Verfolgung | Massenstart | Staffel | Gesamt |
| ------------------- | ------ | ------ | ---------- | ----------- | ------- | ------ |
| 1. Platz            |        |        |            |             |         |        |
| 2. Platz            |        |        |            |             |         |        |
| 3. Platz            |        |        |            |             |         |        |
| Top 10              |        |        |            |             | 2       | 2      |
| Punkteränge         | 7      | 14     | 10         |             | 65      | 96     |
| Starts              | 30     | 91     | 24         |             | 65      | 210    |
| Stand: Karriereende |        |        |            |             |         |        |

### Weltcupwertungen
Ergebnisse bei Biathlon-Weltcups (Disziplinen- und Gesamtweltcup) gemäß Punktesystem
| Saison  | Einzel | Einzel | Sprint | Sprint | Verfolgung | Verfolgung | Massenstart | Massenstart | Gesamt | Gesamt |
| Saison  | Punkte | Platz  | Punkte | Platz  | Punkte     | Platz      | Punkte      | Platz       | Punkte | Platz  |
| ------- | ------ | ------ | ------ | ------ | ---------- | ---------- | ----------- | ----------- | ------ | ------ |
| 2007/08 | -      | -      | 11     | 54.    | -          | -          | -           | -           | 11     | 69.    |
| 2008/09 | 4      | 69.    | 35     | 59.    | 20         | 60.        | -           | -           | 59     | 66.    |
| 2009/10 | -      | -      | 37     | 55.    | 11         | 64.        | -           | -           | 48     | 66.    |
| 2010/11 | 4      | 65.    | 15     | 68.    | 17         | 63.        | -           | -           | 36     | 67.    |
| 2011/12 | 36     | 26.    | 32     | 56.    | 44         | 43.        | -           | -           | 112    | 48.    |

### Olympische Winterspiele
Ergebnisse bei Olympischen Winterspielen
| Olympische Winterspiele | Olympische Winterspiele | Einzel | Sprint | Verfolgung | Massenstart | Staffel |
| Jahr                    | Ort                     | Einzel | Sprint | Verfolgung | Massenstart | Staffel |
| ----------------------- | ----------------------- | ------ | ------ | ---------- | ----------- | ------- |
| 2010                    | Vancouver               | 45.    | 64.    | -          | -           | 18.     |

### Weltmeisterschaften
Ergebnisse bei Biathlon-Weltmeisterschaften
| Weltmeisterschaften | Weltmeisterschaften | Einzel | Sprint | Verfolgung | Massenstart | Staffel | Mixed-Staffel |
| Jahr                | Ort                 | Einzel | Sprint | Verfolgung | Massenstart | Staffel | Mixed-Staffel |
| ------------------- | ------------------- | ------ | ------ | ---------- | ----------- | ------- | ------------- |
| 2008                | Östersund           | 65.    | 20.    | 39.        | -           | 17.     | 11.           |
| 2009                | Pyeongchang         | 66.    | 28.    | 42.        | -           | 14.     | 13.           |
| 2010                | Chanty-Mansijsk     | –      | –      | –          | –           | –       | 17.           |
| 2011                | Chanty-Mansijsk     | 57.    | 66.    | -          | -           | 15.     | 14.           |
| 2012                | Ruhpolding          | 22.    | 43.    | 53.        | -           | 14.     | 15.           |

### Europameisterschaften
Ergebnisse bei Biathlon-Europameisterschaften
| Europameisterschaften | Europameisterschaften | Einzel | Sprint | Verfolgung | Staffel |
| Jahr                  | Ort                   | Einzel | Sprint | Verfolgung | Staffel |
| --------------------- | --------------------- | ------ | ------ | ---------- | ------- |
| 2010                  | Otepää                | 34.    | 32.    | 17.        | 5.      |
| 2011                  | Ridnaun               | 12.    | 6.     | 12.        | -       |

### Sommerbiathlon-Weltmeisterschaften
Ergebnisse bei Sommerbiathlon-Weltmeisterschaften (Rollski)
| Weltmeisterschaften | Weltmeisterschaften | Crosslauf Sprint | Crosslauf Verfolgung | Crosslauf Massenstart | Crosslauf Mixed-Staffel | Rollerski Sprint | Rollerski Verfolgung | Rollerski Mixed-Staffel |
| Jahr                | Ort                 | Crosslauf Sprint | Crosslauf Verfolgung | Crosslauf Massenstart | Crosslauf Mixed-Staffel | Rollerski Sprint | Rollerski Verfolgung | Rollerski Mixed-Staffel |
| ------------------- | ------------------- | ---------------- | -------------------- | --------------------- | ----------------------- | ---------------- | -------------------- | ----------------------- |
| 2007                | Otepää              | 15.              | -                    | 17.                   | 8.                      | 14.              | 14.                  | -                       |
| 2008                | Haute-Maurienne     | -                | -                    | -                     | -                       | 20.              | 16.                  | -                       |